# Zaránd (comitaat)

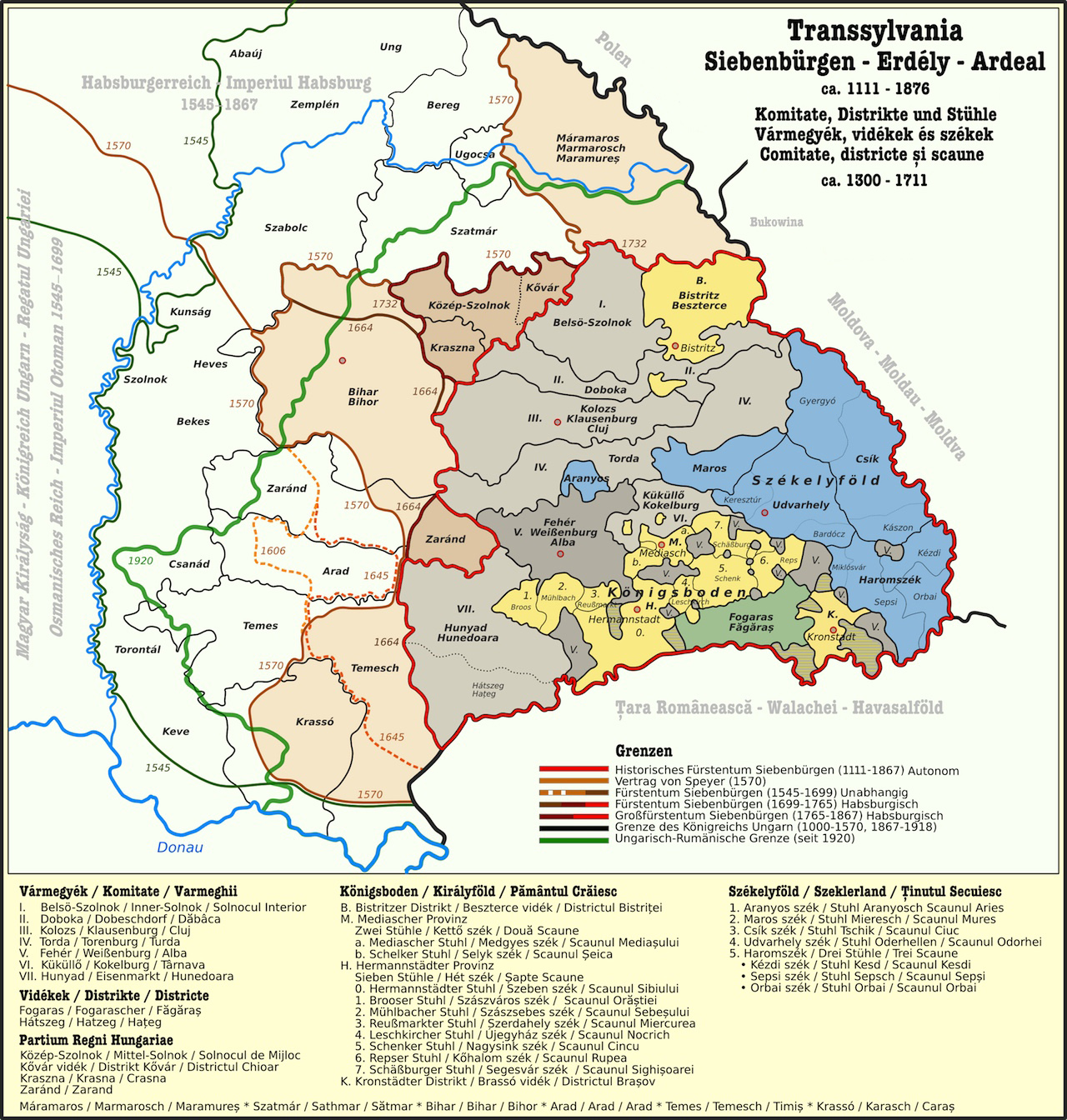
Ligging van het comitaat Zaránd ten opzichte van Zevenburgen

Het comitaat Zaránd (Hongaars: Zaránd vármegye) is een historisch comitaat van het Koninkrijk Hongarije. 

## Ligging
In het jaar 1870 besloeg Zaránd een oppervlakte van 1.291 km² en telde het 63.382 inwoners. Het gebied van dit comitaat had een zeer bergachtige bodem, waardoor de voornaamste economische activiteit bestond uit mijnbouw en veeteelt. De belangrijkste rivier in het gebied is de Crișul Alb of Witte Criș. Het comitaat was ingedeeld in de districten Brád, Körösbánya, Halmagy en Ribitze.

## Geschiedenis
Het comitaat Zaránd werd opgericht in het jaar 1009 en wordt voor het eerst vermeld in het jaar 1214. Aanvankelijk was het bestuurlijke centrum van dit comitaat Zaránd(vár), het huidige Zărand in het hedendaagse Roemenië. Nadien werd Pankota (Roemeens: Pâncota) het bestuurlijke centrum van het comitaat, en vanaf het jaar 1519 was dit Körösbánya.
Bij de bestuurlijke hervorming van Hongarije in 1876 hield het comitaat op te bestaan. Het westelijke deel van het grondgebied van Zaránd werd toen bij het comitaat Arad gevoegd, het oostelijke deel bij het comitaat Hunyad. Tegenwoordig ligt het merendeel van het voormalige comitaat Zaránd in het Roemeense district Arad. Enkel het uiterst westelijke deel van Zaránd behoort nu tot het Hongaarse comitaat Békés.